# Karl Joseph Alter
Karl Joseph Alter (* 18. August 1885 in Toledo, Ohio, USA; † 23. August 1977 in Cincinnati) war römisch-katholischer Erzbischof von Cincinnati und Vorsitzender der Bischofskonferenz der Vereinigten Staaten.

## Leben
Alter wurde am 4. Juni 1910 in seiner Heimatstadt zum Priester geweiht und war zunächst in der Gemeinde der St. Mary Church in Leipsic, Ohio, und ab 1914 in der Diözese Toledo tätig.
Papst Pius XI. ernannte ihn am 17. April 1931 zum Bischof von Toledo. Die Bischofsweihe spendete ihm der Erzbischof von Cincinnati, John Timothy McNicholas OP, am 17. Juni desselben Jahres. Mitkonsekratoren waren der Bischof von Wichita, Augustus John Schwertner, und Weihbischof Joseph Henry Albers aus Cincinnati.
Am 14. Juni 1950 ernannte ihn Papst Pius XII. zum Erzbischof von Cincinnati. An den ersten drei Sitzungsperioden des Zweiten Vatikanischen Konzils nahm er als Konzilsvater teil. Zu seiner Emeritierung 1969 wurde er von Papst Paul VI. zum Titularerzbischof von Minora ernannt.
Am 14. September 1953 wurde ihm das Große Verdienstkreuz mit Stern und Schulterband des Verdienstordens der Bundesrepublik Deutschland verliehen.